# کیفنادین
کیفنادین (روسی: хифенадин، با نام تجاری: Phencarol, Fencarol) یک داروی آنتی‌هیستامین نسل دوم است که عمدتاً در کشورهای پساشوروی به بازار عرضه می شود. از نظر شیمیایی، این دارو مشتق کینوکلیدین است.
این دارو دارای خواص ضد آریتمی است که احتمالاً به دلیل وجود یک هسته کینوکلیدین در هسته مولکول است. به عنوان یک مسدود کننده کانال کلسیم عمل می کند و بر فعالیت کانال های پتاسیم تاثیر می گذارد. در کودکان مبتلا به آریتمی قلبی، درمان ترکیبی با کیفنادون و آمیودارون یا پروپافنون مؤثرتر از تک‌درمانی با آمیودارون یا پروپافنون بود.

## اندیکاسیون‌ها
- التهاب مخاط بینی آلرژیک
- کهیر حاد و مزمن
- آنژیوادم
- درماتیت
- درماتیت آتوپیک
- خارش[۱]

## سنتز
این دارو از مسیر زیر سنتز می شود:

سنتز: ثبت اختراع: Prec:

واکنش گریگنارد بین متیل‌کینوکلیدین-۳-کربوکسیلات [۳۸۲۰۶-۸۶-۹] (۱) و فنیل‌منیزیم بروماید (۲) محصول بنژیدریل الکل را با بازده ۲۹٪ می دهد. اتیل استر مربوطه [6238-33-1] cas است.